# Хайнрих фон Хаймерле
Хайнрих Карл фон Хаймерле е дипломат и външен министър на Австро-Унгария.
Хаймерле не е запомнен с лични постижения. Винаги е следвал дипломатическите цели, поставени от предшествениците му.

## Дипломатически път
- 1850: преводач-практикант в посолството в Константинопол
- 1854: повишен в трети преводач в Константинопол
- 1857: секретар на мисия в Атина
- 1861: Дрезден
- 1862: Франкфурт на Майн
- 1870: Атина
- 1872 – 1876: Хага
- 1877: Италия, подписва Берлинския договор.
- 1879: външен министър
- 1881: подписва малко изгодното споразумение Съюз на тримата императори
- 1881: постига споразумение със Сърбия, давайки де факто контрол на Австро-Унгария върху Сърбия и превръщайки я в неин сателит.